# Kunaikyō
Kunaikyō (jap. 宮内卿 Kunaikyō; ur. około 1185, zm. pomiędzy 1204 a 1205, znana także jako Go-Toba-in Kunaikyō) – japońska poetka, tworząca na przełomie okresów Heian i Kamakura. Zaliczana do Trzydziestu Sześciu Mistrzyń Poezji. 

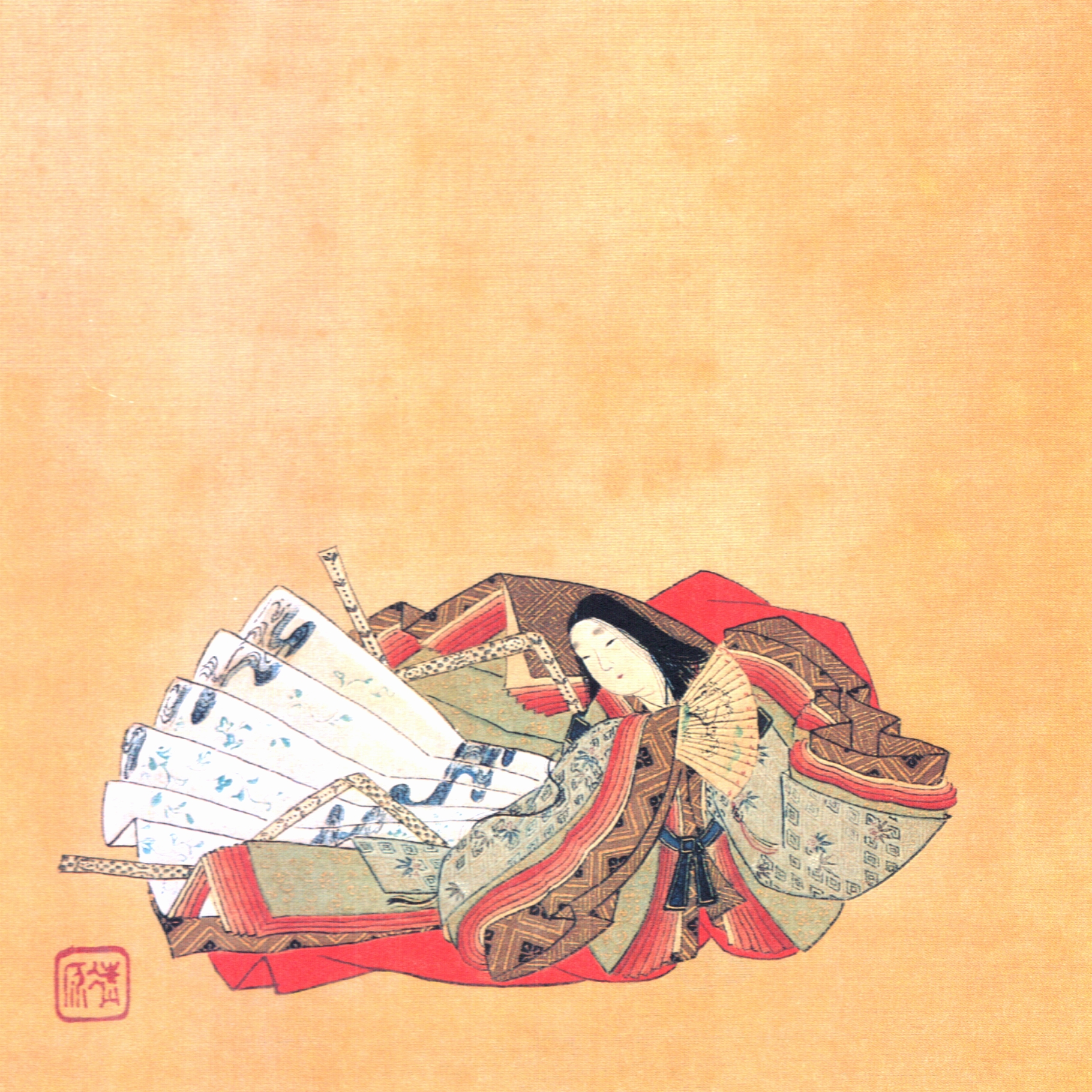
Kunaikyō, ilustracja z XVII w.

Córka urzędnika i dworzanina Minamoto no Moromitsu oraz Aki, damy dworu cesarza Go-Shirakawa. Dama dworu i protegowana cesarza Go-Toby, uczestniczyła w organizowanych przez niego konkursach poetyckich (od 1200 do 1204). Przez Kamo no Chōmei uważana za jedną z dwóch (obok Shunzei no musume) najlepszych poetek swych czasów; w Mumyōshō wspomina, że głębokie zaangażowanie Kunaikyō w twórczość poetycką mogło być przyczyną jej słabego zdrowia i przedwczesnej śmierci. 
Czterdzieści trzy utwory jej autorstwa zamieszczone zostały w cesarskich antologiach poezji, w tym piętnaście w Shinkokin wakashū.